# Kuchnia papuaska
Kuchnia papuaska – kuchnia charakterystyczna dla ludów Nowej Gwinei.

## Charakterystyka
W tej miejscowej kuchni wykorzystuje się produkty z:
- palmy kokosowej (woda do picia, mleczko do gotowania, olej oraz miąższ do bezpośredniej konsumpcji),
- roślin bogatych w skrobię (bataty, maniok, taro, pochrzyn i banany)[1].

Popularnym półproduktem, używanych przez Papuasów do przygotowywania posiłków, jest sago, najczęściej przetwarzane na kleik zwany papeda, który jest tworzony poprzez rozpuszczenie mąki skrobiowej z sago w gorącej wodzie lub gotowanie mąki sago z mieszanką innych składników. Mieszkańcy Nowej Gwinei używają też mięsa (wieprzowiny lub z jelenia) oraz ryb. Popularna jest wieprzowina, a liczba hodowanych przez gospodarstwo świń stanowi oznakę statusu. Świnie stanowią jeden z najbardziej pożądanych prezentów wręczanych np. na ślub. Zwierzęta tuczy się batatami, liśćmi słodkich ziemniaków kaukau, trawą i owocami, często z dodatkiem ryb i mączki z kopry, granulek pszenicznych, jak i importowanej paszy. W górach Arfak uprawiana jest przez rdzenną ludność lokalna odmiana czosnku, z którego metodą liofilizacji uzyskuje się proszek czosnkowy.
Jedną z tradycyjnych i cenionych technik przyrządzania posiłków w Papui-Nowej Gwinei, zwłaszcza na terenach wyżynnych, jest gotowanie w mumu, czyli ziemnym piecu, w którym przez podgrzewa się kamienie, wkładane następnie do jedzenia lub układane wokół i na jedzeniu. Ciepło z kamieni jest przenoszone na żywność. Piec taki znany jest też wśród mieszkańców innych wysp południowego Pacyfiku pod różnymi nazwami.
W przeszłości Papuasi praktykowali rytualną antropofagię.

## Galeria

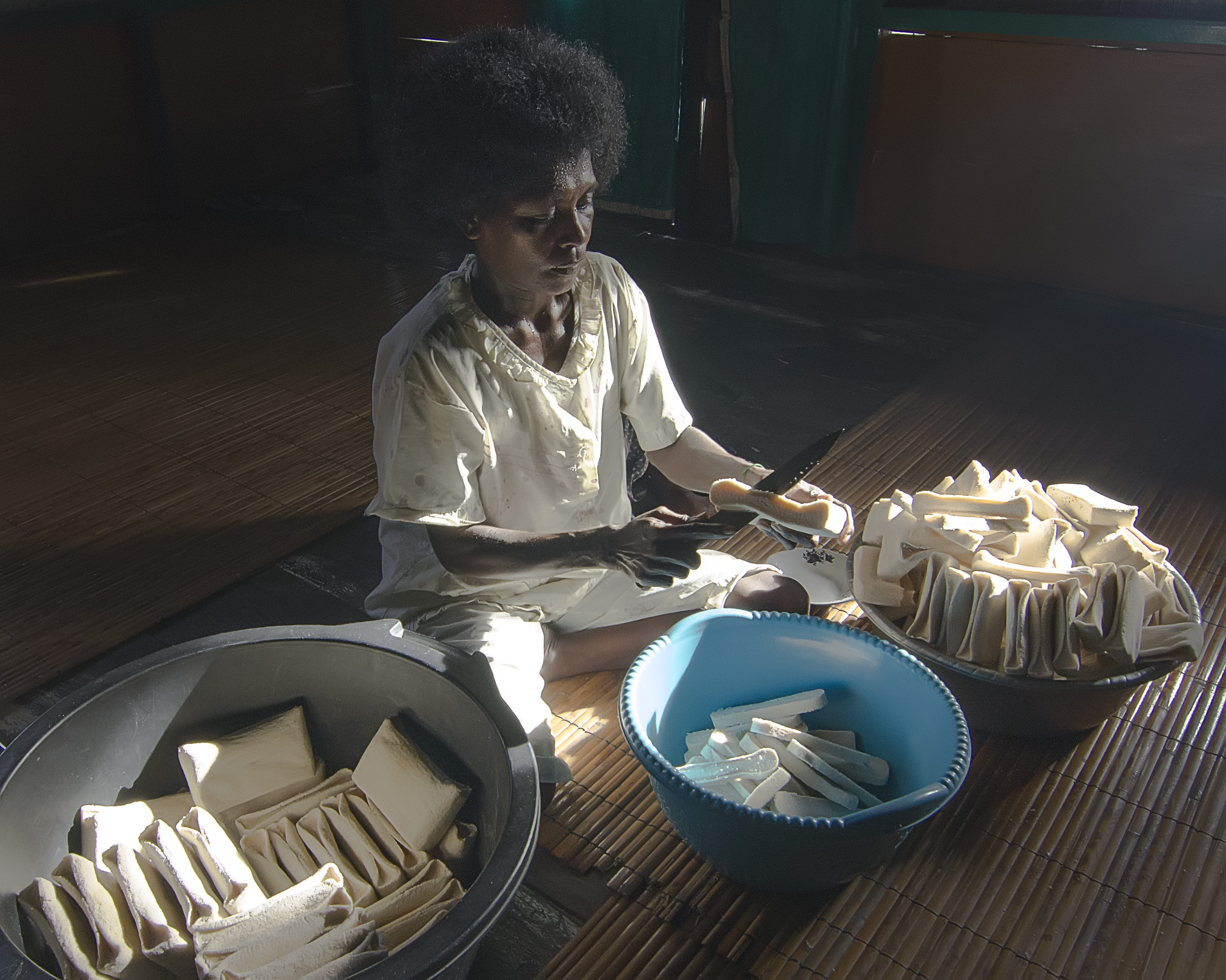
Przygotowywanie placków z sago
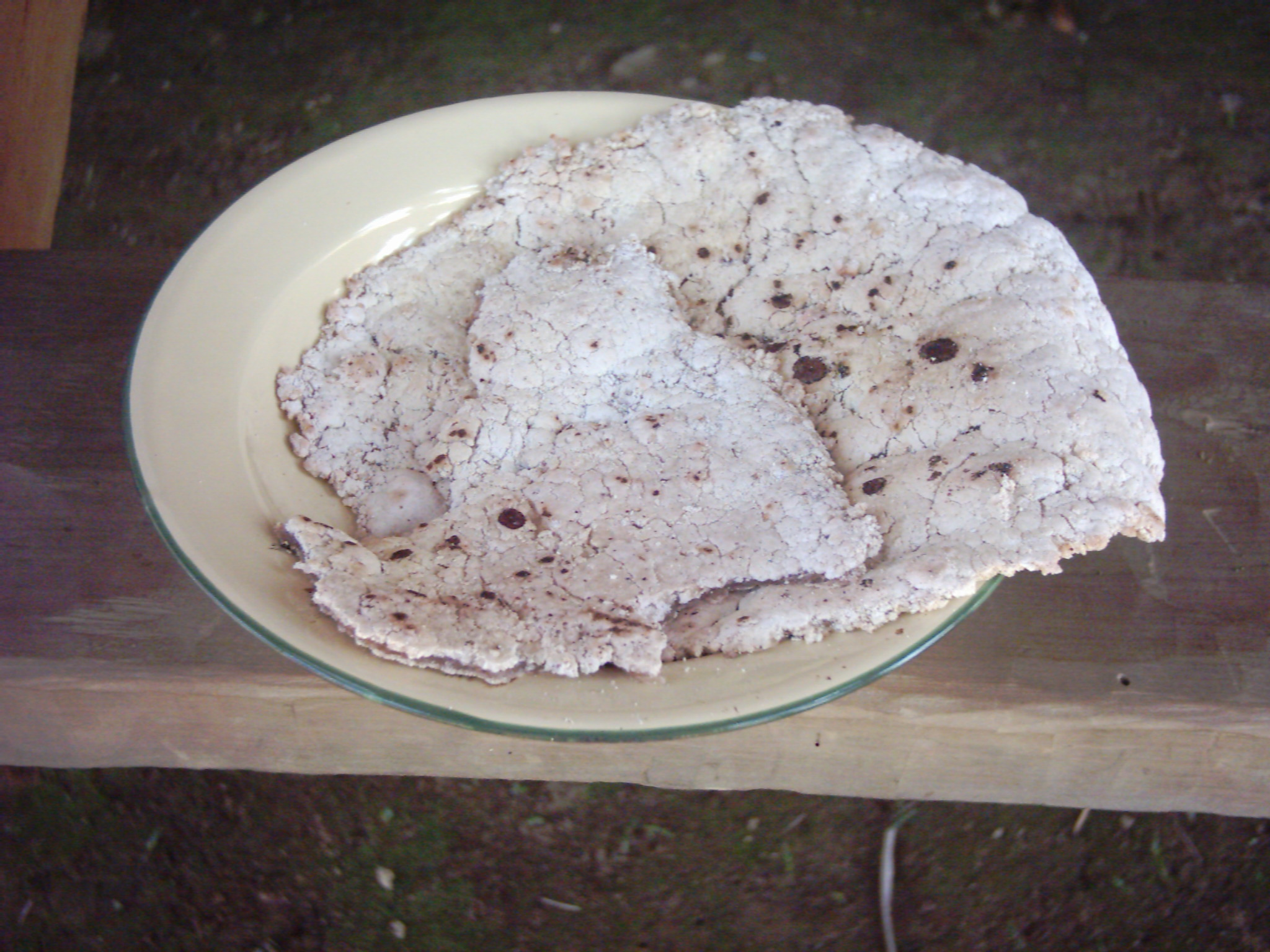
Gotowy placek z sago
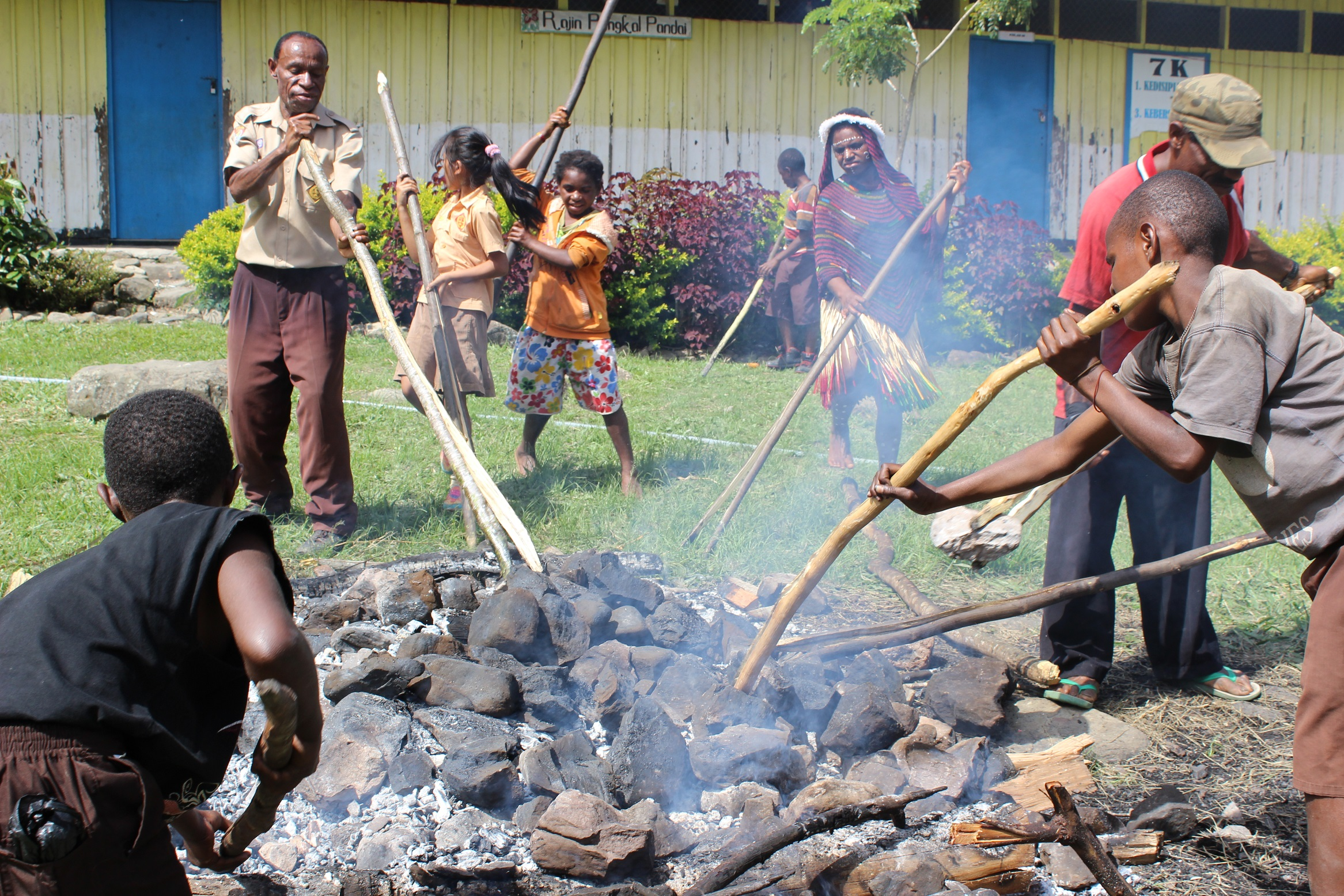
Piec mumu
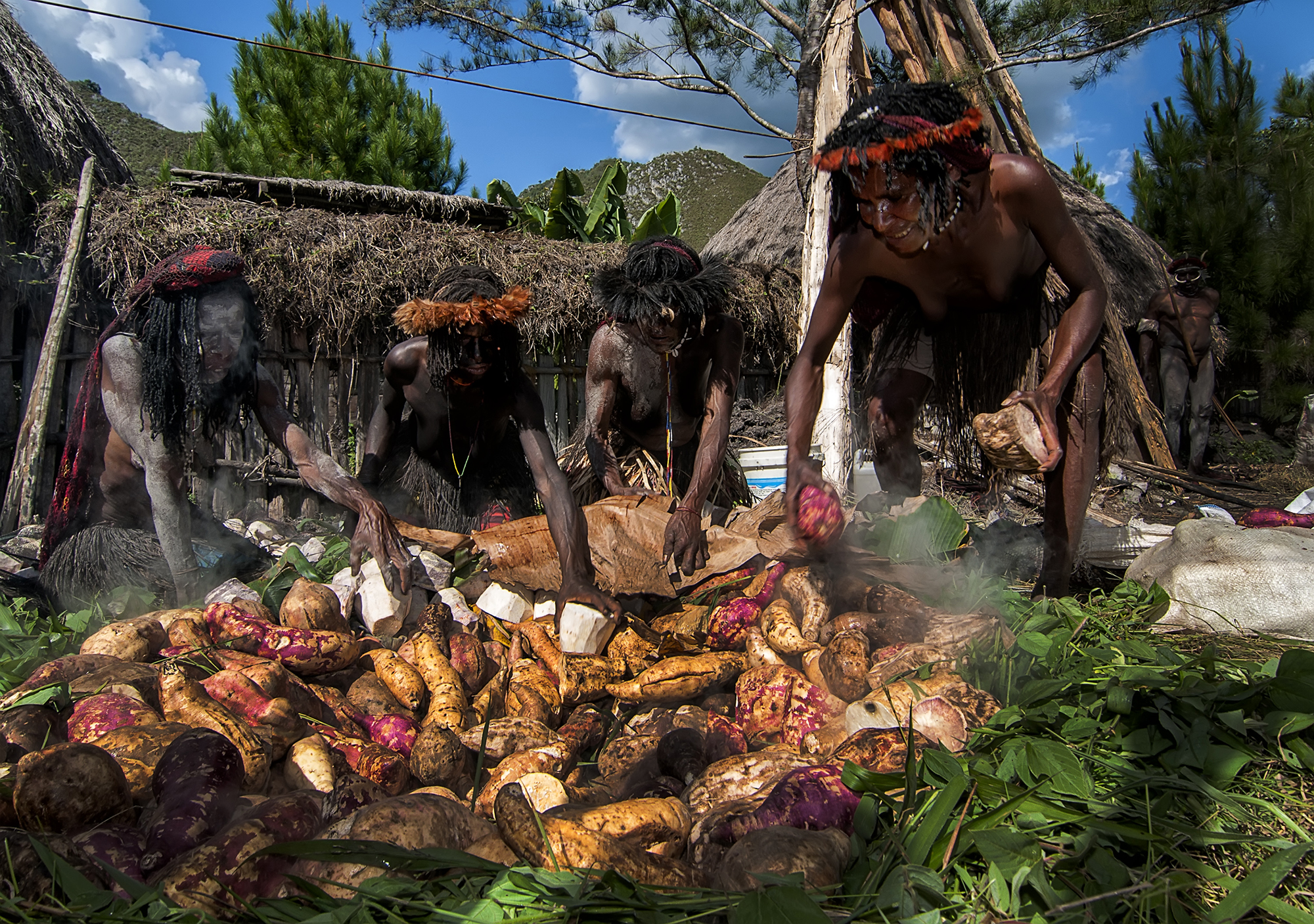
Pieczenie batatów
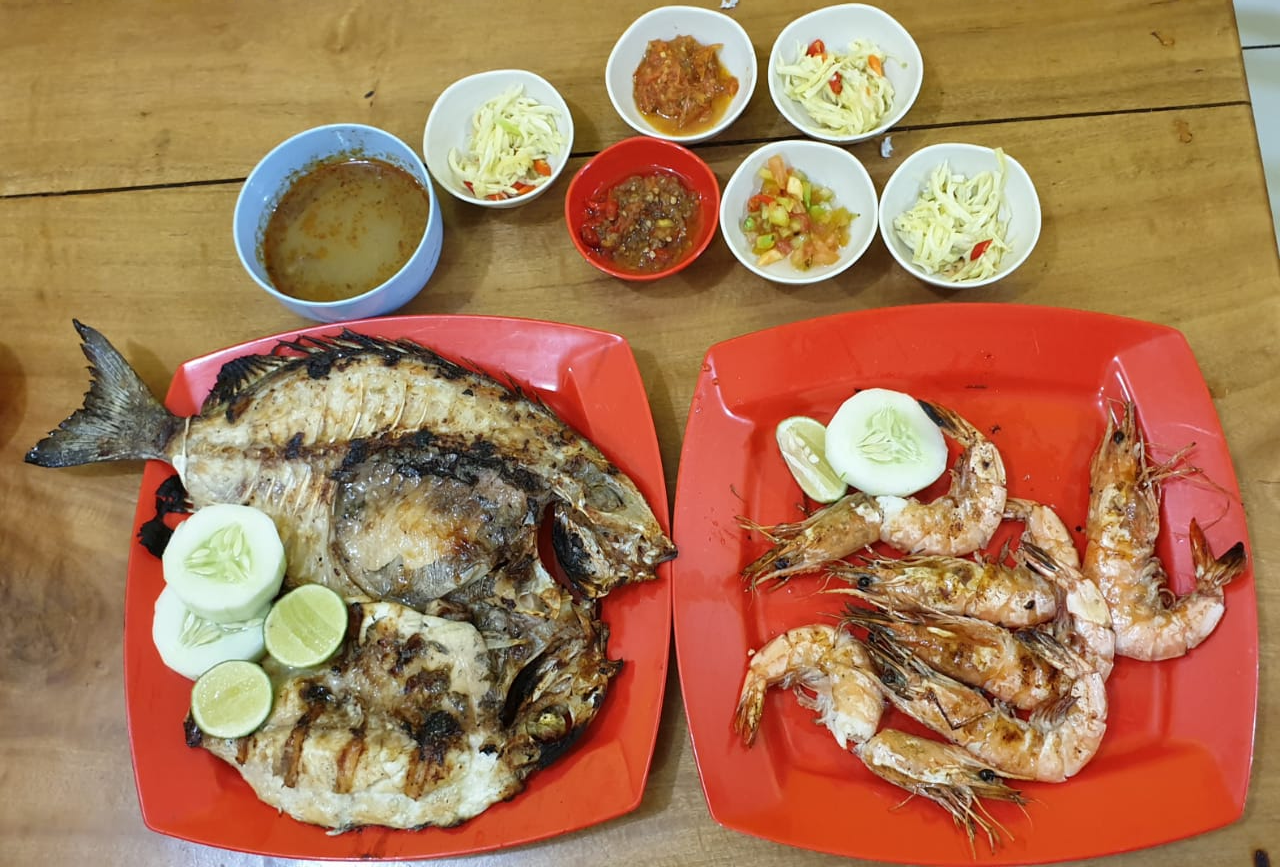
Posiłek z ryb i krewetek w Jayapurze